# Allô Rufo
Allô Rufo est une émission de télévision française diffusée sur France 5 et présentée par Marcel Rufo et Églantine Éméyé.

## Concept de l'émission
Du lundi au vendredi à 10h, le pédopsychiatre Marcel Rufo répond aux questions des téléspectateurs concernant les enfants et les adolescents. Parents, grands-parents et jeunes eux-mêmes peuvent s'exprimer sur le plateau, mais aussi par téléphone ou via Internet pour poser leurs questions. Églantine Éméyé assure le lien entre le public et le spécialiste. L'objectif est de donner rapidement des solutions aux problèmes qui préoccupent généralement les parents.